# Curd Jürgens
Curd Gustav Andreas Gottlieb Franz Jürgens (13 de diciembre de 1915 - 18 de junio de 1982) fue un actor alemán que tuvo cierta relación parental alemán-francés. En idioma inglés aparece generalmente el nombre sin diéresis como Curt Jurgens. En el año 1945 Jürgens tomo la ciudadanía austriaca.
Está enterrado en el Cementerio Central de Viena (Grupo 32 C, Nr. 54).

## Obra
Curd Jürgens nació en Solln región de Baviera (Alemania). Comenzó su carrera trabajando como periodista antes de hacer de representante de la que sería su esposa, la actriz Lulu Basler. 
Pasó la mayor parte de su carrera cinematográfica temprana en los estudios que había en la ciudad de Viena. Su carrera incluye varias películas europeas y americanas. Tuvo un papel en la saga James Bond, concretamente en la película The Spy Who Loved Me (La espía que me amó), y también en el polémico éxito Y Dios creó a la mujer, que supuso el lanzamiento de Brigitte Bardot como estrella internacional. Jürgens realizó después una gran cantidad de participaciones como actor secundario. En 1956, en la película Miguel Strogoff, el Correo del Zar encarnó al protagonista de la novela de Julio Verne y en 1961 repitió papel protagonista en El triunfo de Miguel Strogoff.

### Curd Jürgens como actor de teatro

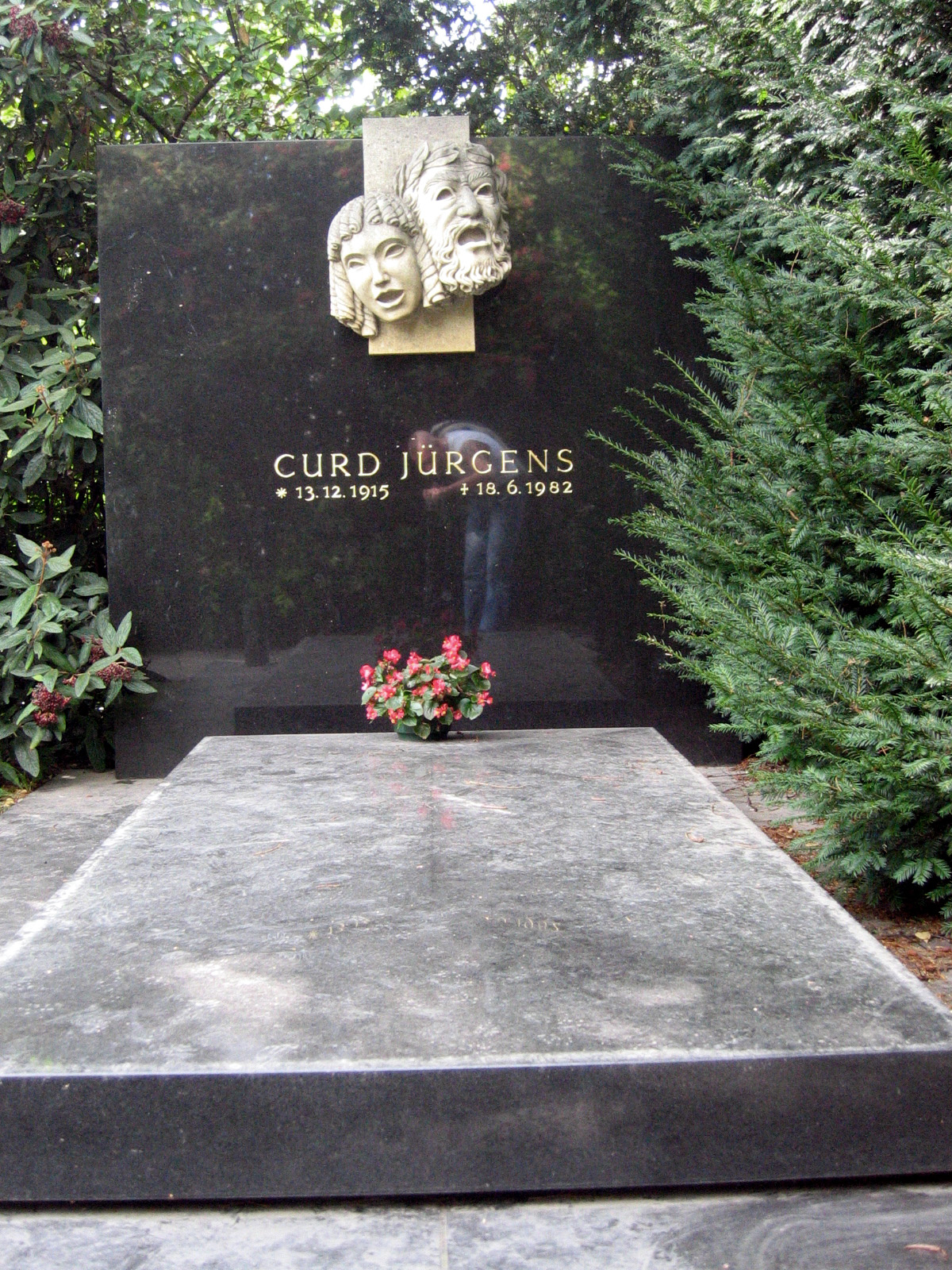
Tumba de Curd Jürgens en el Zentralfriedhof de Viena

- 1935	en el Metropoltheater de Dresde.
- 1936–37 en el Berliner Theater cerca del Kurfürstendamm.
- 1938–41 en el Volkstheater en Viena.
- 1940–53 así como en el periodo 1965-68 en el Burgtheater de Viena; Hizo su debut el 30 de noviembre de 1940 como Benvolio en la obra de teatro de Shakespeare Romeo und Julia (Dirección Lothar Müthel, dirección artística Rochus Gliese); su última premier fue en 1966 como Galileo Galilei en Das Leben des Galilei de Bertolt Brecht (Dirección Kurt Meisel, Diseñod Lois Egg, Erni Kniepert).
- 1973–77 actuó en el Salzburger Festspielen en el papel de Jedermann de Hugo von Hofmannsthal (Dirección Ernst Haeusserman).
- 1979 en el vienés Theater in der Josefstadt como Sigmund Freud en Berggasse 19 de Henry Denker (Dirección Haeusserman, Diseño Gottfried Neumann-Spallart).
- 1980 última actuación en una tournee en Japón con la Wiener Staatsoper haciendo el papel de Bassa Selim en Die Entführung aus dem Serail de Wolfgang Amadeus Mozart (Director Karl Böhm).

### Curd Jürgens en televisión
Actuó en series de televisión alemanas y austriacas:
- 1968 Serie "Babeck"
- 1972 Serie "Der Kommissar: Der Traum eines Wahnsinnigen"
- 1973 Serie "Der Kommissar: Ein Mädchen nachts auf der Straße"
- 1973 TV-Film "Collin", con la introducción de Stefan Heym
- 1975 Serie "Derrick: Madeira"
- 1978 Serie "Tatort: Rot, rot, tot"
- 1982 Serie "Smileys People - Dame, König, As, Spion"

### Curd Jürgens como actor vocal
Puso en dos ocasiones su voz:
- Richard Basehart (Entscheidung vor Morgengrauen)
- George Sanders (Der schwarze Jack)

## Literatura
- Curd Jürgens: "... und kein bißchen weise", 1976 (novela autobiográfica), ISBN 3-85886-054-9

## Premios y distinciones
Festival Internacional de Cine de Venecia
| Año  | Categoría                 | Película              | Resultado |
| ---- | ------------------------- | --------------------- | --------- |
| 1955 | Copa Volpi al mejor actor | El general del diablo | Ganador   |